# The Pink Panther Theme
The Pink Panther Theme è un brano musicale di Henry Mancini usato per la prima volta nell'omonimo film del 1963 e successivamente nelle altre opere cinematografiche e televisive incentrate sull'Ispettore Clouseau e il personaggio della Pantera Rosa. Il famoso assolo di sassofono che si sente nella traccia è di Plas Johnson. The Pink Panther Theme venne pubblicato anche su singolo. Quest'ultimo ha venduto 500.000 copie.